# Output gap
L'Output gap (o anche, in inglese, GDP gap) è, in economia, la differenza tra il prodotto interno lordo effettivo E e quello potenziale P.

## Caratteristiche
Se la differenza E - P dà risultato positivo, allora lo output gap viene chiamato (in inglese) inflationary gap e indica che la crescita della domanda aggregata sta superando la crescita dell'offerta aggregata (il che può eventualmente portare ad un aumento dell'inflazione); se il risultato è negativo, allora lo output gap viene chiamato (sempre in inglese) recessionary gap (il che può eventualmente indicare il sopraggiungere di deflazione).
Lo output gap, in percentuale, viene calcolato come
{\displaystyle {E-P} \over {P}}

### Significato
Una distanza molto piccola tra prodotto interno lordo effettivo e potenziale indica che le risorse economiche sono utilizzate efficacemente. Al contrario, una distanza più grande (o, equivalentemente, un maggiore valore assoluto dello output gap) indica che le risorse non sono utilizzate correttamente, oppure che sono sfruttate oltre le loro capacità.
Un output gap negativo può avere i seguenti effetti:
- calo del tasso di inflazione (vedi disinflazione);
- aumento della disoccupazione[2];
- diminuzione delle importazioni.

Un output gap positivo si ha quando il prodotto effettivo di un'economia risulta superiore a quello potenziale. Che questo succeda può apparire logicamente impossibile, e, in effetti, lo è, nel lungo termine; però, è possibile che si verifichi per brevi periodi (ad esempio, in un'azienda, se i lavoratori svolgono gli straordinari, le macchine sono utilizzate al massimo e stanno entrando nel processo lavorativo nuovi lavoratori che, di solito, non ne fanno parte).

## Esempi grafici

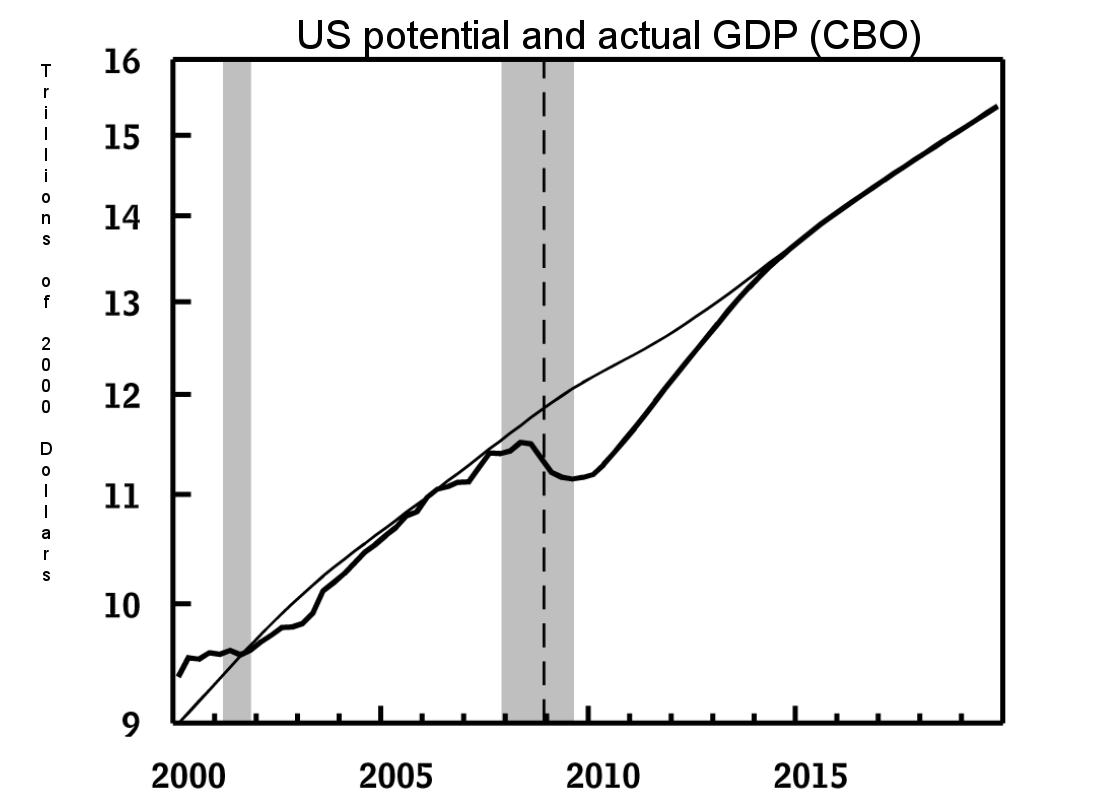
Stime del prodotto interno lordo potenziale (curva sottile) ed effettivo (curva più spessa), dal Congressional Budget Office. La differenza tra le due curve rappresenta lo output gap.
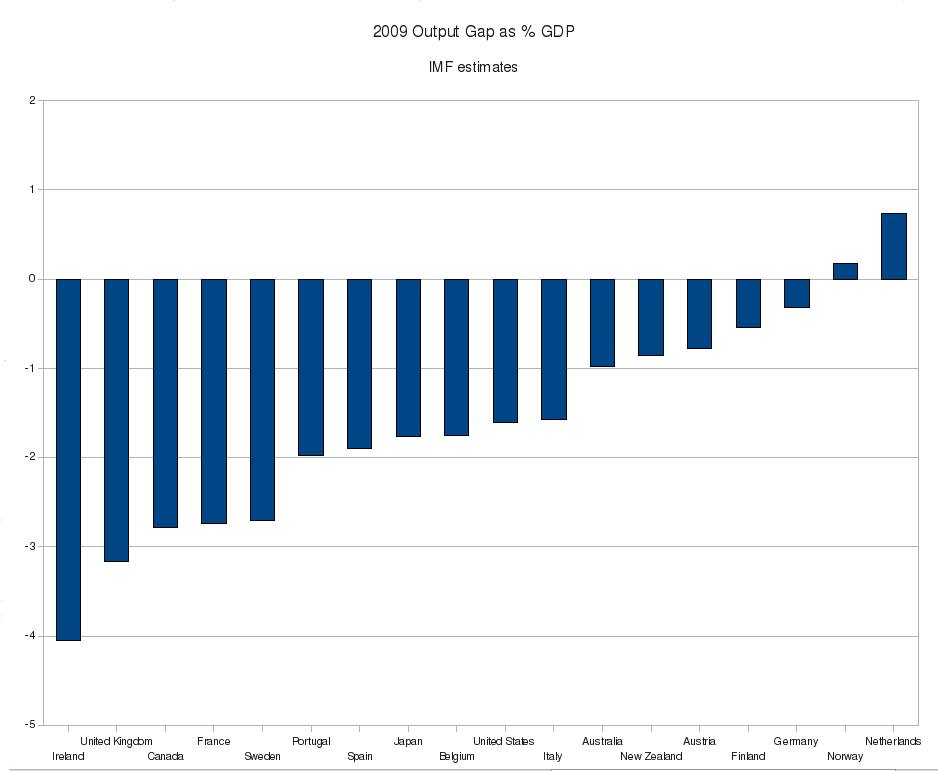
Stime IMF degli output gap relativi al 2009 per diversi Paesi, espressi in percentuale